# Isla de Diego Álvarez
La isla de Diego Álvarez, isla de Gonçalo Álvares o isla de Gough (en inglés: Gough Island) está localizada en mitad del océano Atlántico Sur, a unos 395 km al sureste de la isla de Tristán de Acuña, a 2700 km de Ciudad del Cabo y a 3200 km de las costas de Sudamérica. Constituye una dependencia británica vinculada a Santa Elena, Ascensión y Tristán de Acuña.

## Etimología
La isla aparecía por primera vez como Ilha de Gonçalo Álvares en los mapas portugueses. Fue renombrada como Gough Island, en honor al capitán de la marina británica Charles Gough del Richmond, que avistó la isla en 1732. La confusión del inusual nombre portugués de Gonçalo con el nombre español de Diego condujo a su denominación inapropiada como «Isla de Diego Álvarez» en fuentes británicas desde 1800 hasta 1930. Sin embargo, la explicación más probable es que hubiera sido simplemente una lectura errónea de Is de Go Alvares, el nombre por el cual la isla está representada en varios de los primeros mapas, mutando el «de Go» por «Diego».

## Historia
La isla fue descubierta en 1505 por el navegante portugués Gonçalo Álvares, pero lo cierto es que tras su descubrimiento la isla suscitó muy poco interés hasta que en 1731 el capitán Gough, a bordo de una nave británica, la reclamó para la Corona inglesa. Desde entonces está bajo dominio del Reino Unido, considerándose un territorio de ultramar, y junto con las islas de Ascensión y Tristán de Acuña, depende de la isla de Santa Elena.
Los mapas de los tres siglos siguientes nombraron a la isla en honor a Gough. En algunos mapas posteriores, esta fue erróneamente conocida como Diego Álvarez. Según algunos historiadores, el mercader británico Antonio de la Roché fue el primero en desembarcar en la isla, en el otoño austral de 1675.
Charles Gough redescubrió la isla el 3 de marzo de 1732, pensando que era un nuevo hallazgo. Desde 1505 se llamaba Gonçalo Álvares, en honor al capitán del buque insignia de Vasco da Gama en su épico viaje hacia el este, y bajo este nombre se marcó con razonable exactitud en las cartas del Atlántico Sur durante los siguientes 230 años más o menos. Luego, en 1732, el capitán Gough del barco británico Richmond informó del descubrimiento de una nueva isla, que situó a 400 millas al este de Gonçalo Álvares. Cincuenta años más tarde los cartógrafos se dieron cuenta de que las dos islas eran iguales, y a pesar de la prioridad del descubrimiento portugués, y de la mayor precisión de la posición dada por ellos, "la isla de Gough" fue el nombre finalmente adoptado.
A principios del siglo XIX, los cazadores de focas a veces habitaban brevemente la isla. El primer ejemplo conocido es una banda de cazadores de focas del barco estadounidense Rambler (Capitán Joseph Bowditch) que permaneció en la isla en la temporada entre 1804 y 1805. La época de la foca duró de 1804 a 1910, durante la cual se sabe que 34 barcos de focas visitaron la isla, uno de los cuales se perdió en la costa.
La Expedición Nacional Antártica Escocesa en Escocia realizó la primera visita a la isla de un grupo de científicos el 21 de abril de 1904, cuando William Speirs Bruce y otros recolectaron especímenes. La Expedición Shackleton-Rowett también se detuvo en la isla en 1922.
La isla de Diego Álvarez fue reclamada formalmente en 1938 para Gran Bretaña, durante una visita del HMS Milford de la Marina Real. En 1995, la isla fue inscrita como Patrimonio de la Humanidad por la UNESCO. En 2004, el sitio se amplió para incluir la Isla Inaccesible y pasó a llamarse Gough and Inaccesible Islands.
La isla de Diego Álvarez es el único lugar fuera de América del Sur desde el que será visible el eclipse de sol del 12 de septiembre de 2034; el centro del evento cruzará la isla.[cita requerida]

## Geografía
Tiene aproximadamente 11 km de largo y entre 5 y 8 km de ancho, y posee una superficie total de 91 km². Se trata de una isla de origen volcánico que alcanza una altura máxima de 910 metros en el Edinburgh Peak.
Administrativamente, forma parte del territorio británico de ultramar de Santa Elena, junto con el archipiélago de Tristán de Acuña.
Incluye pequeñas islas satélite, como por ejemplo la roca Tristiana, la roca Isolda y la isla Suroeste. La isla, en la actualidad, se encuentra deshabitada, y no se conoce ningún grupo poblacional que se haya establecido en ella de un modo continuo. Ha sido objeto de numerosas expediciones a lo largo de la historia. Las escasas visitas que recibe se deben a la actividad pesquera que se desarrolla en la zona y al personal de una agencia meteorológica sudafricana operada por «South African Weather Bureau». 
La mayor parte de la línea costera consiste en acantilados, algunos de más de 300 m de altura que no permiten la existencia de puertos abrigados. El único lugar apropiado para tal fin, y por tanto el único puerto de la isla, se encuentra en Quest Bay, en la costa este de la isla.

### Clima
Según el sistema de Köppen, la isla de Diego Álvarez tiene un clima oceánico (Cfb). Las temperaturas de la isla de Diego Álvarez están entre los 11 °C y los 17 °C durante el día, durante todo el año, debido a su posición aislada en el océano Atlántico. El Atlántico es mucho más frío en el hemisferio sur que en el norte, pero las heladas son todavía muy raras. Como resultado, los veranos no son muy calurosos. Tiene un clima similar al de la zona de Fiordland en Nueva Zelanda, la costa oeste de Escocia, o la Panhandle de Alaska. Las precipitaciones son altas durante todo el año, y las horas de sol son pocas. La nieve cae en el interior, pero es rara al nivel del mar.
| Parámetros climáticos promedio de Isla de Diego Álvarez | Parámetros climáticos promedio de Isla de Diego Álvarez | Parámetros climáticos promedio de Isla de Diego Álvarez | Parámetros climáticos promedio de Isla de Diego Álvarez | Parámetros climáticos promedio de Isla de Diego Álvarez | Parámetros climáticos promedio de Isla de Diego Álvarez | Parámetros climáticos promedio de Isla de Diego Álvarez | Parámetros climáticos promedio de Isla de Diego Álvarez | Parámetros climáticos promedio de Isla de Diego Álvarez | Parámetros climáticos promedio de Isla de Diego Álvarez | Parámetros climáticos promedio de Isla de Diego Álvarez | Parámetros climáticos promedio de Isla de Diego Álvarez | Parámetros climáticos promedio de Isla de Diego Álvarez | Parámetros climáticos promedio de Isla de Diego Álvarez |
| Mes                                                     | Ene.                                                    | Feb.                                                    | Mar.                                                    | Abr.                                                    | May.                                                    | Jun.                                                    | Jul.                                                    | Ago.                                                    | Sep.                                                    | Oct.                                                    | Nov.                                                    | Dic.                                                    | Anual                                                   |
| ------------------------------------------------------- | ------------------------------------------------------- | ------------------------------------------------------- | ------------------------------------------------------- | ------------------------------------------------------- | ------------------------------------------------------- | ------------------------------------------------------- | ------------------------------------------------------- | ------------------------------------------------------- | ------------------------------------------------------- | ------------------------------------------------------- | ------------------------------------------------------- | ------------------------------------------------------- | ------------------------------------------------------- |
| Temp. máx. abs. (°C)                                    | 26.4                                                    | 25.7                                                    | 25.9                                                    | 22.6                                                    | 20.5                                                    | 19.0                                                    | 19.3                                                    | 18.6                                                    | 19.3                                                    | 21.4                                                    | 23.9                                                    | 25.1                                                    | 26.4                                                    |
| Temp. máx. media (°C)                                   | 17.2                                                    | 17.4                                                    | 16.9                                                    | 15.4                                                    | 13.7                                                    | 12.4                                                    | 11.5                                                    | 11.2                                                    | 11.5                                                    | 12.9                                                    | 14.9                                                    | 16.2                                                    | 14.3                                                    |
| Temp. media (°C)                                        | 13.9                                                    | 14.4                                                    | 13.9                                                    | 12.8                                                    | 11.3                                                    | 10.0                                                    | 9.1                                                     | 8.9                                                     | 8.9                                                     | 10.1                                                    | 11.9                                                    | 13.2                                                    | 11.5                                                    |
| Temp. mín. media (°C)                                   | 11.1                                                    | 11.6                                                    | 11.3                                                    | 10.4                                                    | 8.9                                                     | 7.6                                                     | 6.6                                                     | 6.5                                                     | 6.6                                                     | 7.8                                                     | 9.4                                                     | 10.3                                                    | 9.0                                                     |
| Temp. mín. abs. (°C)                                    | 5.3                                                     | 5.1                                                     | 4.8                                                     | 3.7                                                     | 1.4                                                     | 0.1                                                     | -0.9                                                    | -2.7                                                    | 0.2                                                     | 0.5                                                     | 2.4                                                     | 4.1                                                     | -2.7                                                    |
| Precipitación total (mm)                                | 210                                                     | 183                                                     | 254                                                     | 276                                                     | 286                                                     | 310                                                     | 273                                                     | 304                                                     | 270                                                     | 249                                                     | 213                                                     | 241                                                     | 3069                                                    |
| Días de precipitaciones (≥ 1.0 mm)                      | 16                                                      | 13                                                      | 18                                                      | 19                                                      | 21                                                      | 22                                                      | 23                                                      | 21                                                      | 20                                                      | 18                                                      | 16                                                      | 18                                                      | 225                                                     |
| Horas de sol                                            | 183.8                                                   | 148.8                                                   | 123.3                                                   | 95.6                                                    | 83.7                                                    | 60.4                                                    | 71.7                                                    | 87.5                                                    | 101.6                                                   | 128.5                                                   | 161.4                                                   | 182.9                                                   | 1429.2                                                  |
| Humedad relativa (%)                                    | 81                                                      | 82                                                      | 82                                                      | 82                                                      | 82                                                      | 83                                                      | 83                                                      | 83                                                      | 81                                                      | 81                                                      | 81                                                      | 81                                                      | 82                                                      |
| Fuente n.º 1: NOAA                                      |                                                         |                                                         |                                                         |                                                         |                                                         |                                                         |                                                         |                                                         |                                                         |                                                         |                                                         |                                                         |                                                         |
| Fuente n.º 2: climate-charts.com                        |                                                         |                                                         |                                                         |                                                         |                                                         |                                                         |                                                         |                                                         |                                                         |                                                         |                                                         |                                                         |                                                         |

### Flora y fauna
Ecológicamente, forma parte del ecosistema denominado pradera y matorral de las islas Tristán de Acuña y Diego Álvarez, una ecorregión de la ecozona afrotropical, definida por el Fondo Mundial para la Naturaleza, constituida por esta isla y el archipiélago de Tristán de Acuña. 
Es una reserva de fauna protegida que ha sido designada como Patrimonio de la Humanidad por la Unesco en el año 1995, abarcando un área protegida de 7900 ha y zona de respeto de 390 000 ha.
Como todas las islas oceánicas, es un enclave muy importante para numerosas especies de aves marinas, como albatros, pardelas y pingüinos, además de contar con dos especies de aves endémicas, la gallineta de Gough (Gallinula comeri) y el semillero de Gough (Rowettia goughensis).

## Estación meteorológica
Una estación meteorológica ha estado operando en la isla de Diego Álvarez desde 1956. Funciona como parte de la red del Servicio Meteorológico de Sudáfrica. Debido a que los frentes fríos se acercan a Sudáfrica desde el suroeste, la estación de Diego Álvarez es particularmente importante en la predicción del tiempo en invierno. Inicialmente se alojó en la estación de The Glen, pero en 1963 se trasladó a las tierras bajas del sur de la isla, más precisamente a las coordenadas 40°20′57.68″S 9°52′49.13″W. La nueva ubicación mejoró la validez y la fiabilidad de los datos adquiridos para su uso en el modelado.

### Presencia humana
Cada año llega un nuevo equipo de invernada en barco desde Ciudad del Cabo (a partir de 2012, el S. A. Agulhas II) para dotar de personal a la estación meteorológica y realizar nuevas investigaciones científicas. El equipo de un año en particular puede denominarse "Gough" y un número de expedición: por ejemplo, el equipo de 1956 era "Gough 01", y el de 2013 era "Gough 58". Cada nuevo equipo reemplaza directamente al que sale, manteniendo así una continua presencia humana en la isla.
Un equipo normalmente está compuesto por:
- Un meteorólogo principal
- Dos meteorólogos jóvenes
- Un técnico de radio
- Un médico
- Un mecánico diésel
- Varios biólogos (dependiendo de los proyectos de investigación en curso)

El equipo está provisto de suficiente comida para todo el año. Las personas y la carga se trasladan en helicóptero, desde un barco de suministros equipado con helipuerto, o con una grúa fija en lo alto de un acantilado cerca de la estación (un lugar llamado acertadamente "Crane Point").
En 2014 un miembro del equipo de investigación murió ahogado y su cuerpo fue llevado de vuelta a Sudáfrica.